# Linia M1 metra w Budapeszcie
Linia M1 metra w Budapeszcie (węg. Millenniumi Földalatti Vasút – Milenijna Kolej Podziemna) – najstarsza linia metra w kontynentalnej części Europy, druga najstarsza na świecie, pierwsza w pełni zelektryfikowana. Otwarta została 3 maja 1896 z okazji obchodów tysiąclecia państwa węgierskiego. Początkowo składała się z 9 stacji podziemnych oraz 2 naziemnych i mierzyła 3700 metrów. Kolej bez większych zakłóceń funkcjonowała do 1973, gdy podjęto decyzję o likwidacji odcinka naziemnego, przebudowie dwóch stacji oraz dobudowania nowego odcinka i zajezdni. W 2002 linia wraz z aleją Andrássyego i placem Bohaterów została wpisana na listę Światowego Dziedzictwa UNESCO.
Urzędowo linia oznaczana jest kolorem żółtym jako linia metra M1, jednak przez mieszkańców Budapesztu nazywana jest földalatti lub kismetró, co oznacza kolejno: kolejka podziemna i małe metro.

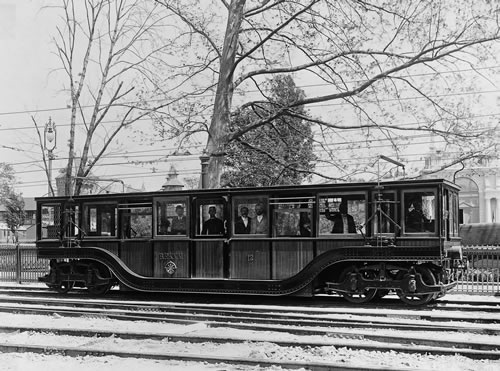
Wagon produkcji Siemensa z 1896

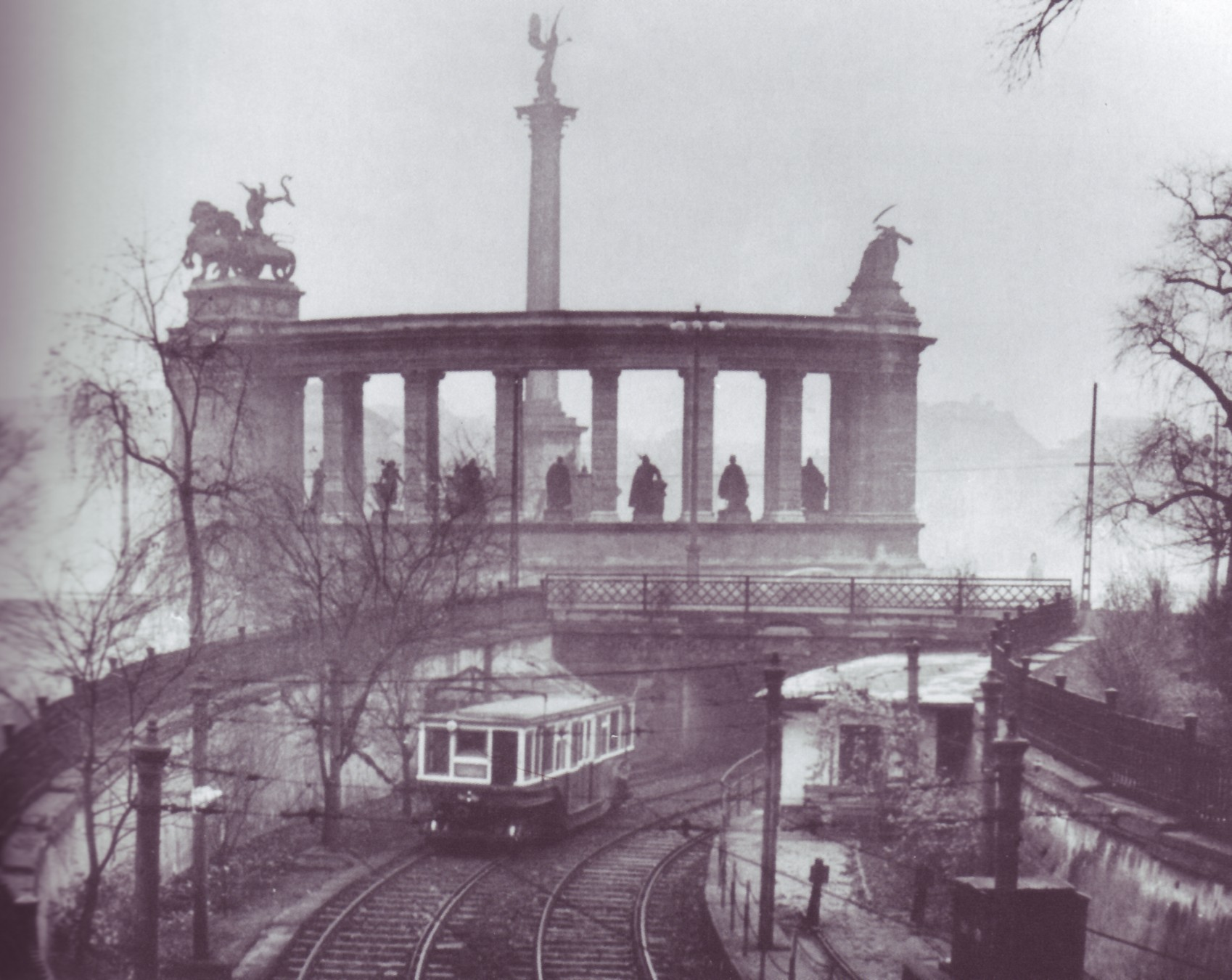
Pociąg metra koło placu Bohaterów – nieistniejący wyjazd z tunelu na odcinek naziemny

## Historia[2]

### Budowa linii
Ostatnie dekady XIX wieku były decydującym okresem w historii rozwoju Budapesztu oraz całej dzielnicy Terézváros. Główną osią tej części miasta była aleja Andrássy út, która łączyła centrum miasta z miejskim parkiem Városliget. W grudniu 1870 przyjęto plan zagospodarowania przestrzennego dla tego obszaru, mającego pełnić funkcję reprezentacyjną. Wraz z rozwojem miasta ruch systematycznie rósł. Kursujący ulicą omnibus nie rozwiązywał problemów komunikacyjnych, gdyż pojazdy jeździły przepełnione. W 1884 z racji dużej eksploatacji ulicę wyłożono drewnianymi deskami, które miały tłumić tętent koni. Wówczas podjęto decyzję o budowie kolei miejskiej. Dodatkową motywacją był fakt, że zbliżały się obchody milenium państwa, które miały się odbyć w parku Városliget.
Do konkursu na budowę kolei stanęły dwa przedsiębiorstwa: Budapesti Villamos Városi Vasút (BVVV) oraz Budapesti Közúti Vaspálya Társaság (BKVT). Propozycja budowy kolei naziemnej ze względu na charakter ulicy została jednak odrzucona, przez co coraz bardziej skłaniano się ku idei poprowadzenia kolei pod ulicą. W 1894 po wielu latach dyskusji wybrano projekt autorstwa firm Siemens & Halske. Spółka zaproponowała nie tylko koncepcję budowy linii, ale też zaprojektowała wagoniki, w których przedział był przedzielony na dwie części – lewa strona była przeznaczona dla mężczyzn, natomiast prawa – dla kobiet. Drzwi otwierane były automatycznie przez sterownik, wprowadzono także automat, który mógł sprzedawać bilety. Niektóre rysunki projektowe zachowały się do dziś. Wykonanie linii powierzono projektantowi, czyli spółce Siemens & Halske. Jedynym warunkiem wybudowania takiej linii była gwarancja, że kolej zostanie ukończona przed obchodami milenium. Licencja na obsługę linii została udzielona spółce na okres 90 lat, do tego przez 15 lat spółka była zwolniona z podatku.
Budowę rozpoczęto w 1894 od wykopania szerokiego na sześć metrów wykopu, którego długość wynosiła 3225,56 metrów. Tunel był wysoki na 2,65 metry, a jego strop znajdował się bezpośrednio pod ulicą. Fundamenty oraz ściany wykonane były z betonu. Kierownikiem budowy został Vojtek Ödön, a pracami ziemnymi, betonowaniem oraz układaniem instalacji zajął się Robert Wünsch. Podziemne stacje wykończono ozdobnymi białymi i brązowymi kafelkami dostarczonymi przez przedsiębiorstwo Zsolnay. Część z nich zachowała się do dziś. Za stacją Aréna út linia wynurzała się na powierzchnię, poprowadzona dalej wzdłuż ulicy Állatkerti körút, po 463,20 metrach kończyła się w pobliżu term Széchenyi gyógyfürdő. Na odcinku nadziemnym na terenie parku Városliget powstały dwie stacje, dziś już nieistniejące. W pobliżu stacji Állatkert nad linią powstał też pierwszy żelbetowy wiadukt na Węgrzech. Istnieje on do dziś, z tym że część jego prześwitu przysypano.
Budowę ukończono w rekordowym czasie 21 miesięcy. Pierwsza próba odbiorów technicznych w dniu 11 kwietnia 1896 nie powiodła się, jednak już w dniu 3 maja Franciszek Józef dokonał historycznego otwarcia pierwszej linii metra w kontynentalnej Europie i pierwszej napędzanej silnikiem elektrycznym. Pojazdy były zasilane napięciem 350 V prądu stałego z sieci górnej. Kolej kursowała od 6 rano do 23 co 4 minuty.
| Stacje wchodzące w skład linii metra M1 w 1896                                                                                              |
| --- |
| Gizella tér • Deák Ferenc tér • Váczi körút • Opera • Oktogon • Vörösmarty utca • Körönd • Bajza utca • Aréna út • Állatkert • Artézi fürdő |

### Rozbudowa

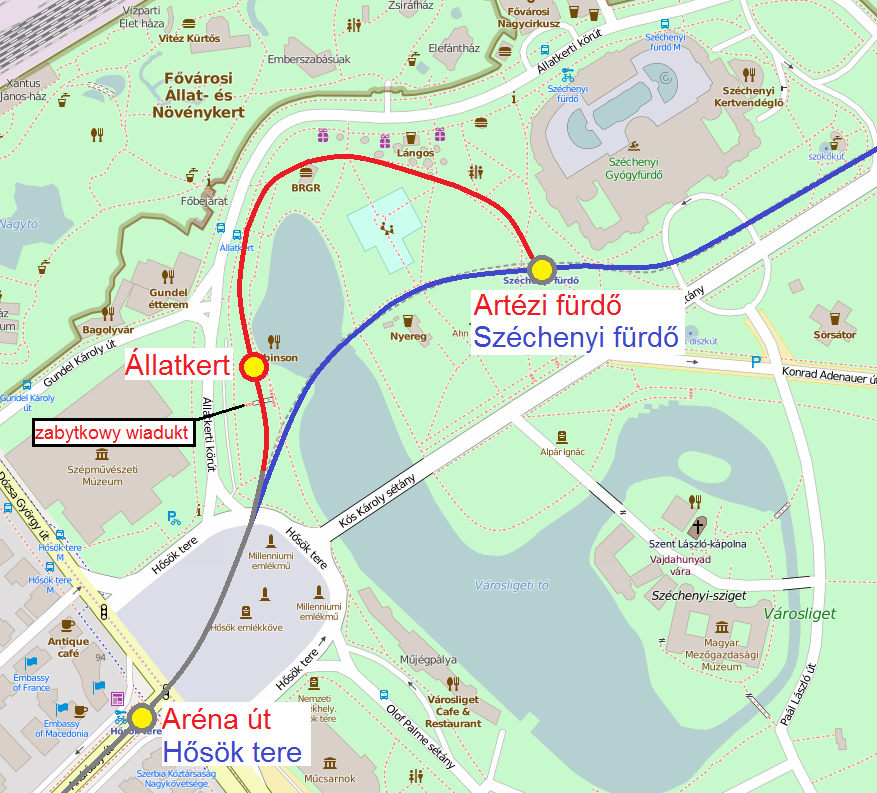
Przebieg linii na terenie parku Városliget (kolorem czerwonym do 1973, a kolorem niebieskim – od 1973)

W latach 30. XX wieku na linii przeprowadzono modernizację polegającą między innymi na podwyższeniu napięcia z 350 V do 600 V prądu stałego.
W 1970 zatwierdzona została przebudowa linii, której najważniejszym elementem była likwidacja odcinka naziemnego i przedłużenie linii do stacji Mexikói út, za którą wybudowano nową zajezdnię. Do tego momentu ruch pociągów w tunelu odbywał się lewostronnie. Zmieniono także przebieg linii w rejonie stacji Deák Ferenc tér, która miała stać się przesiadkową pomiędzy budowanymi wówczas liniami metra M2 i M3. Dawną stację wykorzystano na urządzenie muzeum budapesztańskiego metra, gdzie dziś można między innymi oglądać wycofane z ruchu pociągi. Dodatkowo na stacji Vörösmarty tér powstały tory odstawcze. Przebudowa została ukończona 30 grudnia 1973.

### Teraźniejszość
W 1995 przeprowadzono kolejny remont linii polegający głównie na renowacji wyglądu stacji w stylu secesji. Wtedy też powstały istniejące do dziś drewniane kioski, odmalowano filary, zamontowane zostały współczesne kasowniki oraz wyświetlacze. Co jednak najważniejsze, osiem z jedenastu stacji otrzymało wygląd bardzo zbliżony do stanu z początku eksploatacji linii – ściany ponownie wyłożono kafelkami. Od tej pory linia funkcjonuje bez większych zmian. W 2002 linia metra została wpisana na listę światowego dziedzictwa UNESCO. Obecnie częstotliwość pociągów wynosi od 2 minut w godzinach szczytu do 10 minut wieczorami. Metro pracuje od 4:32 rano do 23:58 wieczorem.

### Przyszłość
W planie inwestycyjnym budapesztańskiego przewoźnika przewidziana jest rozbudowa Kolejki Milenijnej – chodzi o kilkusetmetrowe przedłużenie jej południowego krańca do bulwarów nad Dunajem (Vigadó tér), gdzie istniałaby dogodna przesiadka na tramwaje linii 2 oraz autobus wodny. Nieco większym wyzwaniem miałoby być wydłużenie linii w kierunku północno-wschodnim w dzielnicy Zugló. Przy końcowej stacji miałby powstać duży węzeł przesiadkowy wraz z planowaną przez koleje węgierskie stacją Marcheggi híd. Oprócz tego w tym miejscu możliwa miałaby być przesiadka na tramwaje, trolejbusy, autobusy, do samochodu (Park&Ride) czy na rower (Bike&Ride). Planowana jest też wymiana taboru na pojazdy nowszej generacji.

## Tabor
Pierwsze pojazdy dla földalatti zostały wyprodukowane przez Siemensa w liczbie 10 sztuk. W związku z małą wysokością tunelu zastosowano specyficzną, niskopodłogową konstrukcję wagonów, gdzie maszynista siedział w niskiej kabinie nad wózkiem. Odbierak prądu miał postać poprzecznej listwy umieszczonej tuż nad dachem i opartej na mechanizmach pantografowych z boku wagonu. Pojazdy w latach 20. XX wieku przeszły przebudowę. W 1972 wraz z przebudową linii zdecydowano się także wymienić flotę pojazdów. Zadania podjęło się przedsiębiorstwo Ganz-MÁVAG, które wyprodukowało trzyczłonowe wagony przystosowane do pracy w istniejącym niskim tunelu z istniejącymi peronami z XIX wieku. W 1996 pojazdy zostały poddane naprawie połączonej z wymianą foteli i montażem wandaloodpornych laminatów. Pojazdy otrzymały wówczas także hamulce pneumatyczne i generatory sygnałów dźwiękowych. Wagony przystosowane są do jazdy z maksymalną prędkością 60 km/h.

## Stacje

### Wykaz
| Stacje linii metra M1 w Budapeszcie | Stacje linii metra M1 w Budapeszcie | Stacje linii metra M1 w Budapeszcie | Stacje linii metra M1 w Budapeszcie | Stacje linii metra M1 w Budapeszcie | Stacje linii metra M1 w Budapeszcie | Stacje linii metra M1 w Budapeszcie | Stacje linii metra M1 w Budapeszcie | Stacje linii metra M1 w Budapeszcie                      |
| Nazwa                               | Data otwarcia                       | Dzielnica                           | Tory odstawcze                      | Przesiadka                          | Przesiadka                          | Przesiadka                          | Przesiadka                          | W pobliżu                                                |
| Nazwa                               | Data otwarcia                       | Dzielnica                           | Tory odstawcze                      | tramwaj                             | trolejbus                           | autobus                             | metro                               | W pobliżu                                                |
| ----------------------------------- | ----------------------------------- | ----------------------------------- | ----------------------------------- | ----------------------------------- | ----------------------------------- | ----------------------------------- | ----------------------------------- | -------------------------------------------------------- |
| Vörösmarty tér                      | 3 maja 1896                         | Belváros-Lipótváros                 | Tak                                 | Tak                                 | Nie                                 | Tak                                 | Nie                                 | Most Łańcuchowy, Sala koncertowa Vigadó, Váci utca       |
| Deák Ferenc tér                     | 3 maja 1896 (30 grudnia 1973)       | Belváros-Lipótváros                 | Nie                                 | Tak                                 | Tak                                 | Tak                                 |                                     | Plac Elżbiety, Muzeum metra                              |
| Bajcsy-Zsilinszky út                | 3 maja 1896                         | Terézváros                          | Nie                                 | Nie                                 | Nie                                 | Tak                                 | Nie                                 | Bazylika św. Stefana                                     |
| Opera                               | 3 maja 1896                         | Terézváros                          | Nie                                 | Nie                                 | Tak                                 | Tak                                 | Nie                                 | Węgierska Opera Państwowa                                |
| Oktogon                             | 3 maja 1896                         | Terézváros                          | Nie                                 | Tak                                 | Nie                                 | Tak                                 | Nie                                 | Akademia Muzyczna im. Ferenca Liszta                     |
| Vörösmarty utca                     | 3 maja 1896                         | Terézváros                          | Nie                                 | Nie                                 | Tak                                 | Tak                                 | Nie                                 | Dom Terroru                                              |
| Kodály körönd                       | 3 maja 1896                         | Terézváros                          | Nie                                 | Nie                                 | Nie                                 | Tak                                 | Nie                                 |                                                          |
| Bajza utca                          | 3 maja 1896                         | Terézváros                          | Nie                                 | Nie                                 | Nie                                 | Tak                                 | Nie                                 | Ambasada Polski                                          |
| Hősök tere                          | 3 maja 1896                         | Terézváros                          | Nie                                 | Nie                                 | Tak                                 | Tak                                 | Nie                                 | Muzeum Sztuk Pięknych, Pałac Sztuki, Plac Bohaterów      |
| Széchenyi fürdő                     | 3 maja 1896 (30 grudnia 1973)       | Zugló                               | Nie                                 | Nie                                 | Tak                                 | Nie                                 | Nie                                 | Baseny termalne Széchenyi, Ogród zoologiczny, Városliget |
| Mexikói út                          | 30 grudnia 1973                     | Zugló                               | Tak                                 | Tak                                 | Tak                                 | Tak                                 | Nie                                 | Stadion Budapesti Vasutas                                |

### Odległości między stacjami
W stosunku do nowszych systemów metra linia M1 wyróżnia się nie tylko małą wysokością tuneli, ale także niewielkimi odległościami pomiędzy stacjami.
| Odcinek                                | Długość | Czas przejazdu |
| -------------------------------------- | ------- | -------------- |
| Vörösmarty tér – Deák Ferenc tér       | 279 m   | 1 min          |
| Deák Ferenc tér – Bajcsy-Zsilinszky út | 266 m   | 1 min          |
| Bajcsy-Zsilinszky út – Opera           | 341 m   | 1 min          |
| Opera – Oktogon                        | 402 m   | 2 min          |
| Oktogon – Vörösmarty utca              | 323 m   | 1 min          |
| Vörösmarty utca – Kodály körönd        | 291 m   | 1 min          |
| Kodály körönd – Bajza utca             | 190 m   | 1 min          |
| Bajza utca – Hősök tere                | 416 m   | 1 min          |
| Hősök tere – Széchenyi fürdő           | 518 m   | 1 min          |
| Széchenyi fürdő – Mexikói út           | 735 m   | 2 min          |